# Restos de la casa señorial de Alfahuir

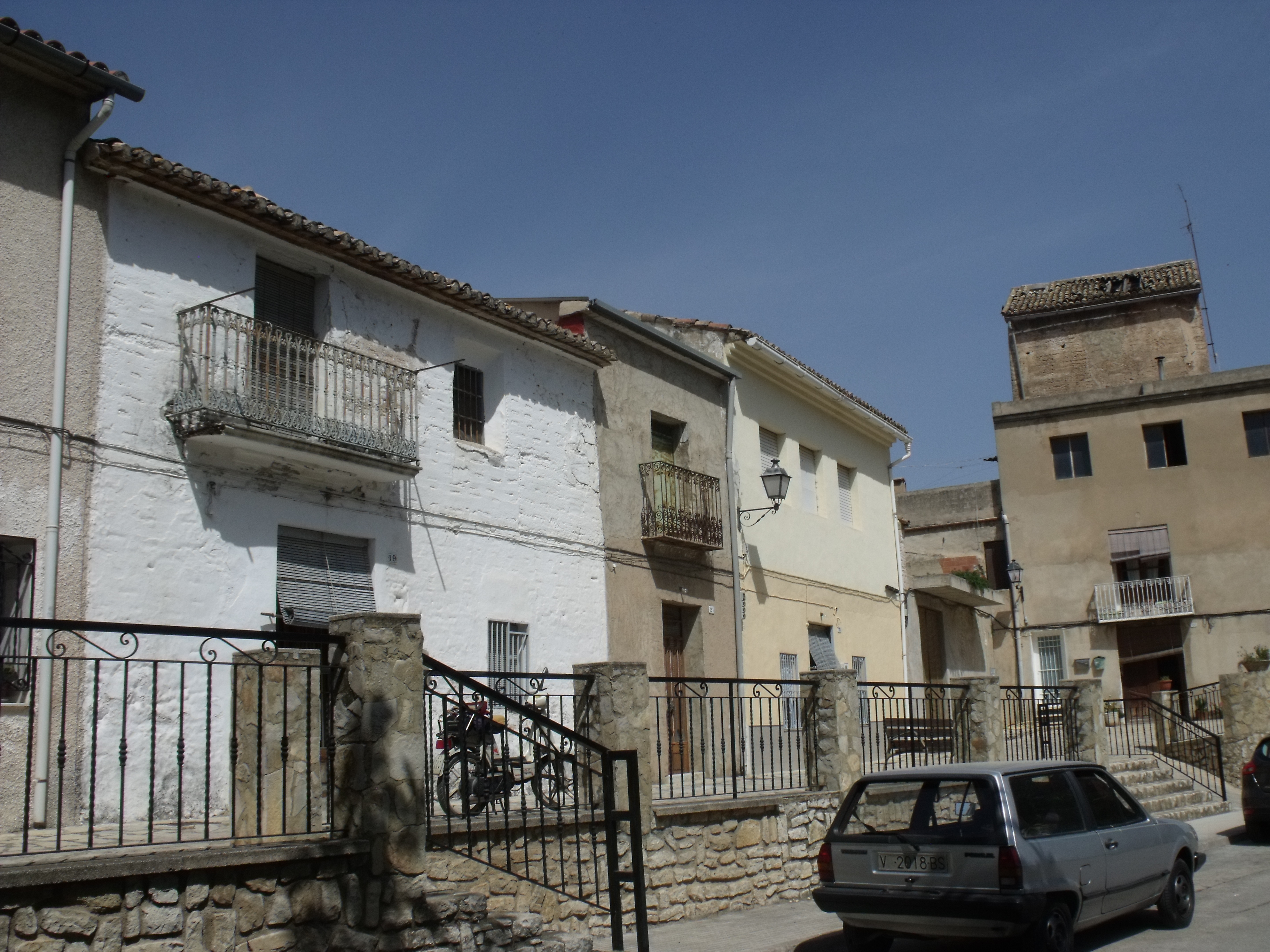
El edificio se dividió en varias propiedades. Al fondo, la torre.

Los restos de la casa señorial de Alfahuir forman un conjunto protegido como Bien de Relevancia Local con el número 46.25.023-005.
Aunque inicialmente se trataba de un único edificio, dependiente de la Torre de Alfahuir, con el paso de los siglos ha quedado dividido en varias viviendas, correspondientes a los números 19, 21, 23 y 25 de la calle del Barranco, en Alfahuir, frente al cauce que le da nombre.